# Zbrosławice (gromada)
Zbrosławice – dawna gromada, czyli najmniejsza jednostka podziału terytorialnego Polskiej Rzeczypospolitej Ludowej w latach 1954–1972.
Gromady, z gromadzkimi radami narodowymi (GRN) jako organami władzy najniższego stopnia na wsi, funkcjonowały od reformy reorganizującej administrację wiejską przeprowadzonej jesienią 1954 do momentu ich zniesienia z dniem 1 stycznia 1973, tym samym wypierając organizację gminną w latach 1954–1972.
Gromadę Zbrosławice z siedzibą GRN w Zbrosławicach utworzono – jako jedną z 8759 gromad na obszarze Polski – w powiecie tarnogórskim w woj. stalinogrodzkim, na mocy uchwały nr 23/54 WRN w Stalinogrodzie z dnia 5 października 1954. W skład jednostki weszły obszary dotychczasowych gromad Zbrosławice i Ptakowice (z wyłączeniem niektórych parceli z karty 2 obrębu Ptakowice) ze zniesionej gminy Zbrosławice oraz niektóre parcele z karty 2 obrębu Ptakowice z dotychczasowej gromady Górniki ze zniesionej gminy Stolarzowice w tymże powiecie. Dla gromady ustalono 27 członków gromadzkiej rady narodowej.
20 grudnia 1956 województwo stalinogrodzkie przemianowano (z powrotem) na katowickie.
1 stycznia 1958 gromadę Zbrosławice zniesiono w związku z nadaniem jej statusu osiedla (1 stycznia 1973 osiedle zniesiono, równocześnie reaktywując w powiecie tarnogórskim gminę Zbrosławice).